# Entodon micropodus
Entodon micropodus là một loài rêu trong họ Entodontaceae. Loài này được Besch. mô tả khoa học đầu tiên năm 1892.